# Paul Janssen
Paul Adriaan Jan, Baron Janssen (n. 12 septembrie 1926, Turnhout, Flandra, Belgia – d. 11 noiembrie 2003, Roma, Italia) a fost un medic belgiano-francez. A fost fondatorul Janssen Pharmaceutica, o companie farmaceutică cu peste 20.000 de angajați, care este acum o filială a Johnson & Johnson.